# Otomar Dvořák
Otomar Dvořák (* 14. ledna 1951 Praha) je český spisovatel, novinář, scenárista, textař, publicista, dramatik a příležitostný herec, který je členem Obce spisovatelů a manželem výtvarnice Evy Zajícové.

## Život
Vystudoval Střední průmyslovou školu a poté FAMU – obor dramaturgie a scenáristika. Od roku 1998 byl členem redakční rady časopisu Fantastická fakta. Pracoval jako dramaturg v hudebním divadle Semafor a v Městském divadle Zlín, poté jako spisovatel na „volné noze“.
Je autorem literatury faktu týkající se historických a přírodních záhad či tajemných míst v krajině, a také několika netradičních cestopisů. Další významnou částí jeho tvorby jsou beletristická díla z oblasti historie, sci-fi, fantasy a hororu. Píše také televizní scénáře, divadelní hry a písňové texty. Spolupracuje na rozhlasových a televizních pořadech Stanislava Motla z cyklu „Stopy, fakta tajemství“ a TV sérii pro mládež „Záhady Toma Wizarda“. Pro televizi CS film, kanál Kino Svět připravuje se svým studiem J.O.P. jako scenárista, režisér a moderátor cyklus publicistických pořadů Magazín záhad a Tajemná místa. Součástí Magazínu záhad je rubrika Magická kuchařka, v níž s manželkou Evou Zajícovou seznamují diváky s různými obřadními a výročními jídly našich předků.

## Dílo